# Estación El Arrayán
El Arrayán, o Arrayán, fue una estación del ferrocarril del Ramal Santa Fe - Santa Bárbara, ubicada en el sector rural de El Arrayán, en la comuna chilena de Los Ángeles; km 14,7 del dicho ramal. La estación fue suprimida mediante decreto del 20 de noviembre de 1944.